# Artikain
Az artikain az egyetlen amid típusú és a tiofén csoportba tartozó  helyi érzéstelenítő. Reverzibilisen gátolja a vegetatív, érző- és mozgatóideg rostokat. Hatását az idegrostok membránjában található stressz-függő Na+-csatornákon keresztül fejti ki.
Érszűkítőkkel keverhető, és gyakran kombinálják dopaminnal a sebgyógyulást elősegítendő. Valamennyi használati mód alkalmazása során hatása gyors.

## Fordítás
- Ez a szócikk részben vagy egészben  az   Articaine című angol Wikipédia-szócikk fordításán alapul.  Az eredeti cikk szerkesztőit annak laptörténete sorolja fel. Ez a jelzés csupán a megfogalmazás eredetét és a szerzői jogokat jelzi, nem szolgál a cikkben szereplő információk forrásmegjelöléseként.